# 火冠雀
火冠雀（学名：Cephalopyrus flammiceps）为山雀科火冠雀属的唯一一种鸟类。分布于巴基斯坦、尼泊尔、锡金、不丹、印度以及中国大陆的陕西、四川、云南、西藏等地，多栖息于高山针叶林或混交林间、也活动于低山开阔的村庄附近以及冬季见于平原地区。该物种的模式产地在印度西姆拉。体长约10-11厘米，体重约7克。

## 亚种
- 火冠雀指名亚种（学名：Cephalopyrus flammiceps flammiceps）。分布于巴基斯坦、尼泊尔、印度以及中国大陆的西藏等地。该亚种的模式产地在印度西姆拉。[2]
- 火冠雀西南亚种（学名：Cephalopyrus flammiceps olivaceus）。分布于尼泊尔、锡金、不丹、印度以及中国大陆的陕西、四川、云南、西藏等地。该亚种的模式产地在云南腾冲。[3]